# Kollmoor
Kollmoor er en by og kommune i det nordlige Tyskland, beliggende i Amt Breitenburg under Kreis Steinburg. Kreis Steinburg ligger i den sydvestlige del af delstaten Slesvig-Holsten.

## Geografi
Kollmoor ligger omkring tre kilometer øst for Itzehoe ved floden Stör, der danner kommunens sydgrænse. Nord for Kollmoor går Bundesstraße 206 fra Itzehoe mod Bad Segeberg, mod sydvest motorvejen A23 fra Hamborg til Itzehoe.